# Palla

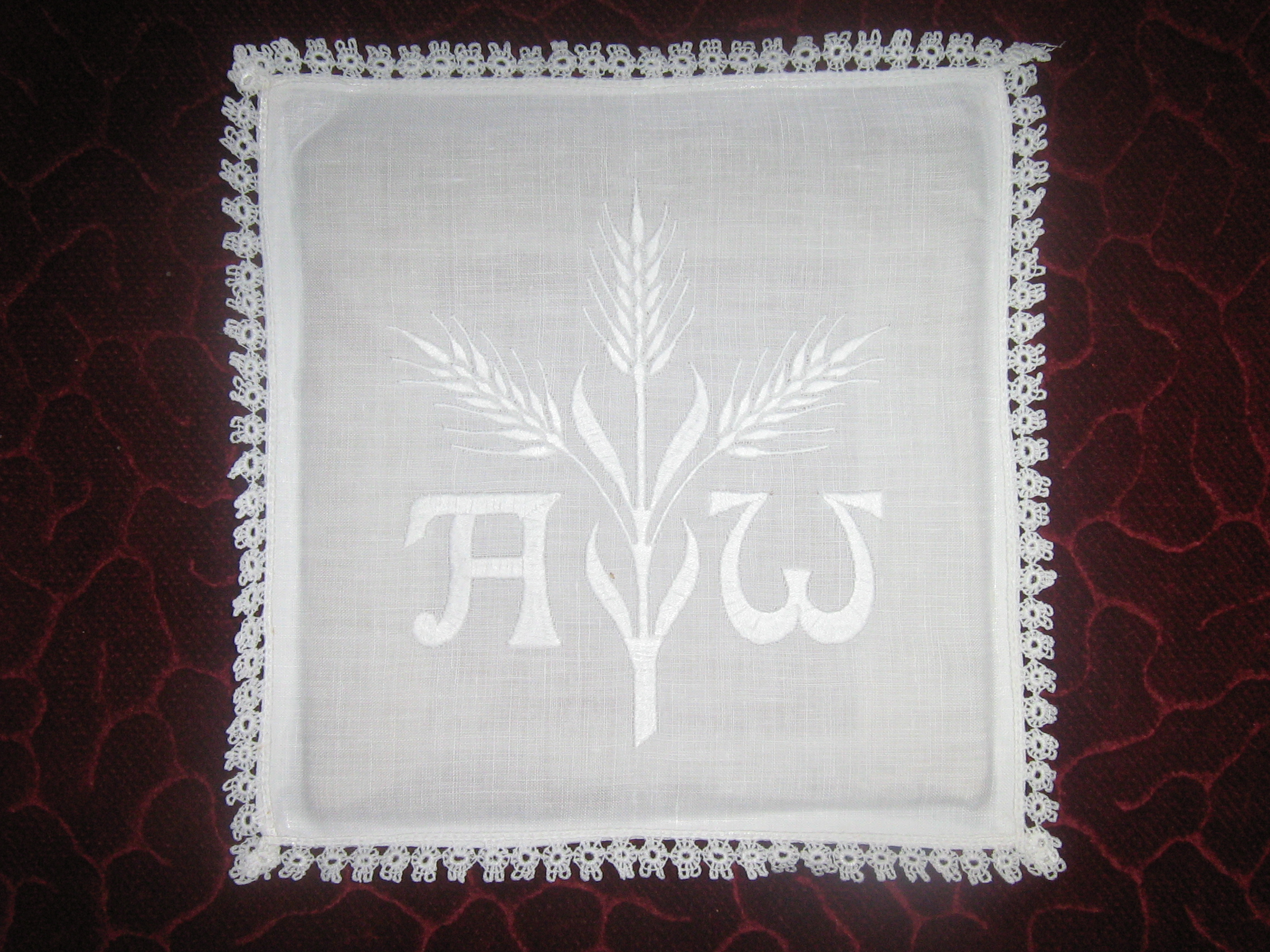
Palla

Palla (někdy též pala) je zdobený lněný čtverec vyztužený lepenkou, jímž se při mši přikrývá kalich s mešním vínem (krví Páně), aby do něj nespadly nějaké nečistoty nebo hmyz. Vyvinula se ze zadní části korporálu a používá se v římskokatolické církvi a luterských církvích.